# Cai

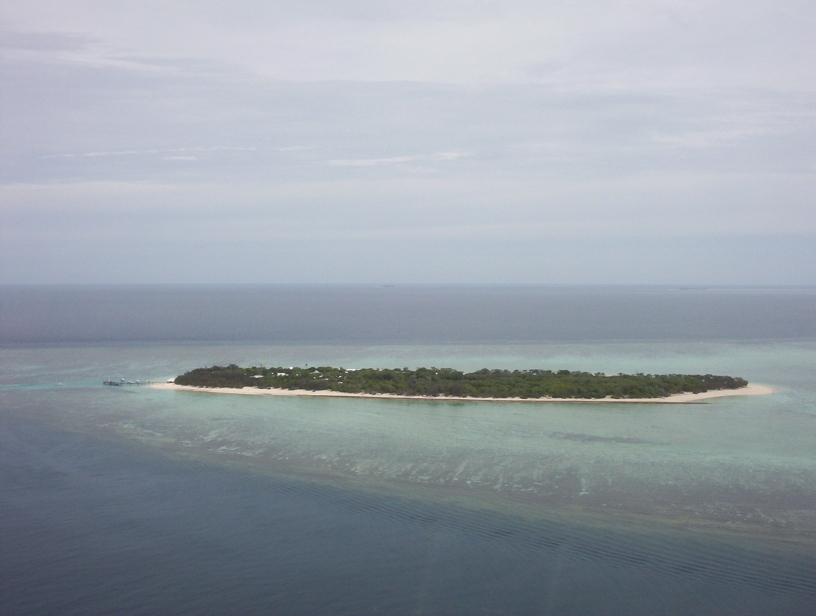
Heron Island, Austràlia

Un cai - cay, caye o key en anglès o cayo en castellà - és una mena d'illa de mida petita i poca elevació respecte al nivell del mar, feta de sorra damunt d'un escull de corall. Els cais es troben en ambients tropicals als oceans Pacífic, Atlàntic (sobretot al Carib) i Índic, i també a la Gran Barrera de Corall i a la barrera d'esculls de Belize.

## Etimologia
El 1492 els indígenes de les Bahames foren anomenats "lucayo", paraula derivada de l'idioma taïno lukku-cairi (que aquest poble utilitzava per a referir-se a ells mateixos) i que significa "poble de les illes". La paraula taïna per a "illa", cairi, es va convertir en cayo en espanyol i "cay" /ˈkiː/ en anglès (escrit "key" en anglès americà, "caye" en anglès de Belize).

## Formació i composició

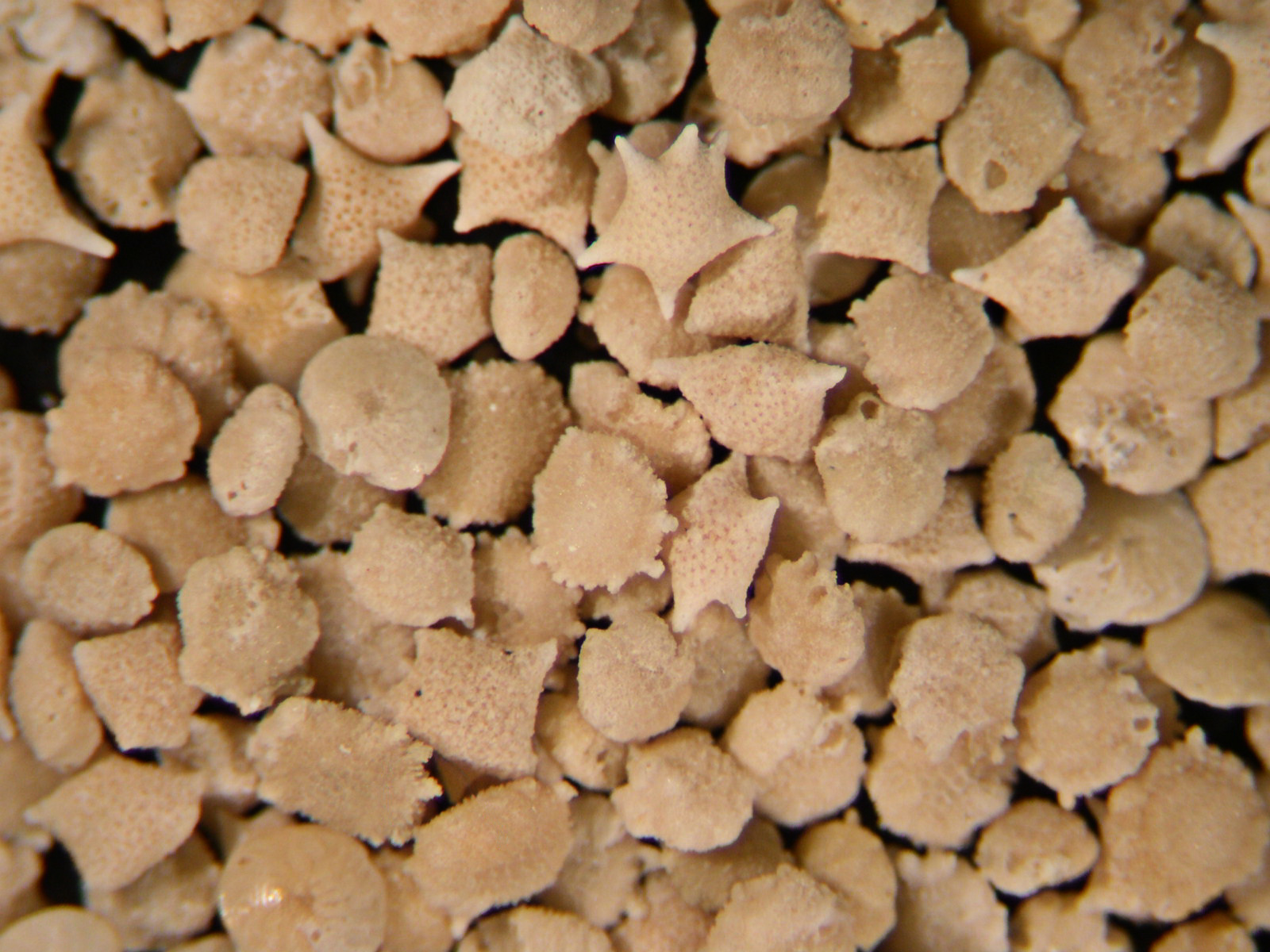
Aspecte dels grans d'arena d'un cai sota un microscopi òptic

Un cai es forma quan els corrents oceànics transporten sediments solts a la superfície d'un escull allà on el corrent s'alenteix o convergeix amb un altre corrent, alliberant la seva càrrega de sediments. A poc a poc, les capes de sediments dipositats s'acumulen a la superfície de l'escull, un "node deposicional". Aquests nodes es produeixen a les zones de barlovent o sotavent dels esculls, on les superfícies planes alguns cops s'eleven al voltant d'un aflorament emergent d'escull antic o roques costaneres.
L'illa resultant d'aquesta acumulació de sediments és formada gairebé íntegrament per restes esquelètiques de plantes i animals - sediment biogen - dels ecosistemes d'esculls circumdants. Si els sediments acumulats són predominantment sorra, llavors l'illa s'anomena "cai"; si són constituïdes predominantment de grava, l'illa s'anomena ' motu'.
Els sediments d'un cai son fets, en gran part, de carbonat de calci (CaCO₃), principalment d'aragonita, calcita i calcita enriquida amb magnesi. Són produïts per una infinitat de plantes (per exemple, algues coral·lines, espècies d'algues verdes Halimeda) i animals (per exemple, coralls, mol·luscs, foraminífers). Les esponges i altres criatures també aporten petites quantitats de sediment de silicat. Amb el pas del temps s'hi acaba formant un sòl i on hi prolifera vegetació, ajudats per la deposició de guano d'ocells marins.

## Desenvolupament i estabilitat
Una sèrie d'influències físiques, biològiques i químiques determinen el desenvolupament o l'erosió en curs dels ambients dels cais. Aquestes influències inclouen:
- l'extensió de les acumulacions de sorra a la superfície de l'escull,
- canvis en les ones oceàniques, els corrents, les marees, el nivell del mar i les condicions meteorològiques,
- la forma de l'escull subjacent,
- els tipus i l'abundància de la biota productora de carbonat i altres organismes com aglutinants, bioerosionadors i bioturbadors (criatures que s'uneixen, erosionen i barregen sediments) que viuen als ecosistemes dels esculls circumdants.[11][12]

Els canvis significatius en els cais i els seus ecosistemes circumdants poden resultar de fenòmens naturals com ara cicles greus d' El Niño-Oscil·lació del Sud (ENSO). A més, els ciclons tropicals poden ajudar a construir o enderrocar aquestes illes.
Hi ha un cert debat i preocupació sobre la futura estabilitat dels cais davant l'augment de la població humana i les pressions sobre els ecosistemes dels esculls, i els canvis climàtics previstos i l'augment del nivell del mar. També hi ha debat sobre si aquestes illes són característiques relíquies que es van deixar d'expandir fa dos mil anys al final de l'Holocè o, com suggereixen investigacions recents, encara estan creixent, amb una nova acumulació significativa de sediments d'escull.
Comprendre el potencial de canvi en les fonts de sediments i el subministrament de les platges dels cais amb canvis ambientals és una dada clau per predir-ne la seva estabilitat. Malgrat, o potser a causa de, tot el debat sobre el futur dels cais hi ha consens que aquests entorns insulars són molt complexos i força fràgils.

## Exemples
Alguns exemples de cai són :

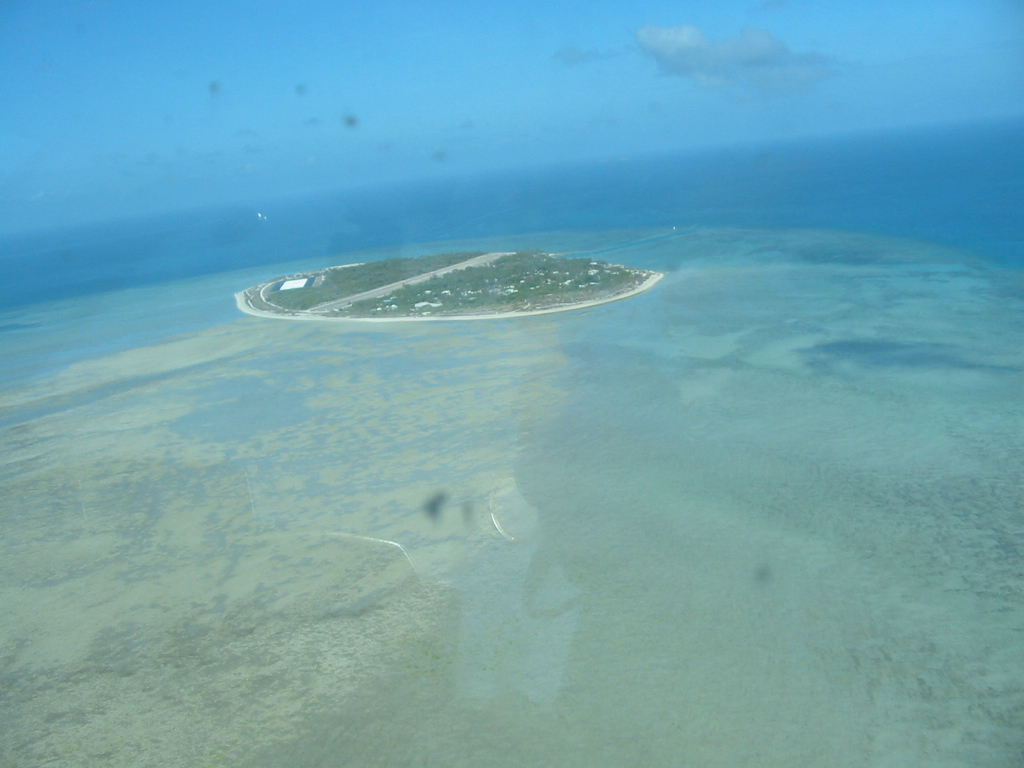
Illa Warraber, Estret de Torres

- Alguns dels cais de Florida, com Sand Key, són "cais" tal com s'ha definit anteriorment. La majoria dels cais de Florida estan exposats a antics esculls de corall i els llits d'oòlits que es van formar darrere dels esculls.
- Heron, Austràlia, un cai de corall al sud de la Gran Barrera de Corall
- Prickly Pear, Anguilla
- Cayo Rama, Nicaragua
- Cai Tobacco, Dangriga, Belize
- Illa Warraber al centre de l'estret de Torres (10° 12′ S, 142° 49′ E / 10.200°S,142.817°E), Austràlia, un petit 'cai de sorra vegetada' segons McLean i Stoddart (1978) i Hopley (1982). Amb proximadament 750 m × 1.500 m, aquesta illa està situada a la superfície sotavent d'una gran plataforma d'escull emergent. Aquest cai i l'escull pla circumdant es van formar a l'Holocè, sobre una plataforma anterior del Plistocè.[18]
- Cais Elbow, Bahames
- Illa Great Goat, Jamaica